# Zonitoschema hebridesiensis
Zonitoschema hebridesiensis es una especie de coleóptero de la familia Meloidae.

## Distribución geográfica
Habita en las islas Vanuatu.